# محمدکریم العمرانی
محمدکریم العمرانی (عربی: محمد كريم العمراني؛ زادهٔ ۱ مهٔ ۱۹۱۹ – درگذشتهٔ ۲۰ سپتامبر ۲۰۱۸) یک سیاست‌مدار اهل مراکش بود. وی در سه دوره در سال‌های ۱۹۷۱–۱۹۷۲، ۱۹۸۳–۱۹۸۶ و از ۱۹۹۲–۱۹۹۴ نخست‌وزیر این کشور بود.
محمدکریم العمرانی در ۲۰ سپتامبر ۲۰۱۸، در سن ۹۹ سالگی درگذشت.